# Roger Trapp
Pour les articles homonymes, voir Trapp (homonymie).
Roger Trapp, crédité sous son nom complet Roger Marcel Trapp, au début de sa carrière, est un acteur français, né le 18 septembre 1932 à  Paris 20e, (Seine), et mort le 1er avril 2017 dans la même ville, même arrondissement.

## Biographie
Roger Trapp est tapissier aux studios des Buttes-Chaumont quand il est repéré par Jean-Christophe Averty. Il a longtemps habité Villemomble. À partir de 1992, il vit dans le 20e à Paris.

## Filmographie

### Cinéma

#### Longs métrages
- 1961 : La Gamberge de Norbert Carbonnaux : un élève danseur
- 1961 : Cartouche de Philippe de Broca : un officier
- 1962 : Les Dimanches de Ville-d'Avray de Serge Bourguignon
- 1962 : Le Soupirant de Pierre Étaix
- 1962 : Les Veinards, sketch Une nuit avec la vedette de Philippe de Broca : l'agent Tapin
- 1962 : Charade (Charade) de Stanley Donen : l'employé de la morgue
- 1963 : Strip-teaseuses ou ces femmes que l'on croit faciles de Jean-Claude Roy
- 1963 : Cherchez l'idole de Michel Boisrond : un plombier
- 1963 : Le Magot de Josefa de Claude Autant-Lara : un villageois
- 1964 : Aimez-vous les femmes ? de Jean Léon
- 1964 : Les Pieds Nickelés de Jean-Charles Chambon : M. Rondeau
- 1964 : La Chance et l'amour, sketch La Chance du guerrier de Claude Berri : un soldat
- 1964 : Fifi la plume de Albert Lamorisse : un cycliste
- 1964 : Cent briques et des tuiles de Pierre Grimblat : le brigadier
- 1964 : Yoyo de Pierre Étaix
- 1964 : Lady L de Peter Ustinov : l'inspecteur de police Dubaron
- 1965 : Tant qu'on a la santé de Pierre Étaix
- 1965 : Qui êtes-vous, Polly Maggoo ? de William Klein : le monteur
- 1965 : Le Dimanche de la vie de Jean Herman
- 1966 : Trois enfants dans le désordre de Léo Joannon : un gardien de prison
- 1966 : Le Jardinier d'Argenteuil de Jean-Paul Le Chanois
- 1967 : Fantomas contre Scotland Yard d'André Hunebelle : l'interprète
- 1966 : Sept fois femme (Woman Times Seven), film à sketches de Vittorio De Sica, épisode Ève (At The Opera) : Crosnier
- 1967 : Lamiel de Jean Aurel
- 1967 : Les Jeunes Loups de Marcel Carné
- 1967 : Les Risques du métier d'André Cayatte : Thomas
- 1968 : Baisers volés de François Truffaut : M. Shapiro
- 1968 : Béru et ces dames de Guy Lefranc : le chauffeur de taxi
- 1968 : Faites donc plaisir aux amis de Francis Rigaud : le bedeau
- 1968 : L'Auvergnat et l'autobus de Guy Lefranc : le garçon de café
- 1968 : Les Jeunes loups de Marcel Carné : un passager du train
- 1968 : Les Gros Malins / Le champion du tiercé de Raymond Leboursier : M. Morel, un gendarme
- 1968 : Salut Berthe de Guy Lefranc : le patron du café
- 1969 : Le Petit Théâtre de Jean Renoir de Jean Renoir : Max Vialle dans le sketch Le Dernier Réveillon
- 1969 : Un merveilleux parfum d'oseille de Rinaldo Bassi : le vendeur de petites voitures
- 1969 : Trois hommes sur un cheval de Marcel Moussy : un agent de police
- 1969 : Et qu'ça saute de Guy Lefranc : l'ancien tueur
- 1970 : Le Cinéma de papa de Claude Berri : Trapp, un acteur
- 1970 : Le Mur de l'Atlantique de Marcel Camus : un prisonnier
- 1971 : Macédoine de Jacques Scandelari : l'acteur de "Pub"
- 1971 : Mourir d'aimer d'André Cayatte : le surveillant
- 1972 : Elle cause plus... elle flingue de Michel Audiard : l'agent Mimile
- 1973 : Le Journal d'un suicidé de Stanislav Stanojevic : un flic
- 1973 : L'Insolent de Jean-Claude Roy
- 1974 : En grandes pompes d'André Teisseire
- 1975 : Smog de Christian Mottier
- 1975 : Le Futur aux trousses de Dolorès Grassian
- 1975 : Les Cuisses en chaleur de Jean-Claude Roy : Santillon
- 1975 : Histoire d'O de Just Jaeckin
- 1977 : Perversités suédoises de Jean-Claude Roy : le gendarme
- 1978 : L'Hôtel de la plage de Michel Lang : M. télégramme
- 1978 : Si vous n'aimez pas ça, n'en dégoûtez pas les autres de Raymond Lewin : un interprète du film projeté
- 1978 : Plein les poches pour pas un rond de Daniel Daert : le boucher
- 1978 : Laisse-moi rêver / Drôles de diam's de Robert Ménégoz : le croque-mort
- 1980 : Retour en force de Jean-Marie Poiré : un membre de l'amicale de la R.A.T.P
- 1980 : Le Guépiot de Joska Pilissy : un gendarme
- 1981 : Les Folies d'Élodie de André Génovès : un serveur au vernissage
- 1982 : La Nuit de Varennes d'Ettore Scola : le forgeron de Meaux
- 1982 : Le Rose et le blanc de Robert Pansard-Besson : un flic
- 1982 : Y flippe ton vieux de Richard Bigotini : Raymond
- 1983 : Tout le monde peut se tromper de Jean Couturier : le patron du bistrot
- 1983 : Éducation anglaise de Jean-Claude Roy : le brigadier de gendarmerie
- 1983 : Y a-t-il un pirate sur l'antenne ? / Superflic se déchaîne de Jean-Claude Roy : Lucien, l'aubergiste
- 1984 : Charlots connection de Jean Couturier
- 1984 : Les parents ne sont pas simples cette année de Marcel Jullian
- 1984 : Pinot simple flic de Gérard Jugnot : l'automobiliste forcé de transporter Pinot
- 1985 : À nous les garçons de Michel Lang : le chauffeur de taxi
- 1987 : Club de rencontres de Michel Lang : le bistrot
- 1989 : J'écris dans l'espace de Pierre Étaix
- 1991 : La Thune de Philippe Galland : le maire
- 1999 : La Dilettante de Pascal Thomas : Maître Donizetti, l'expert
- 2001 : Mercredi, folle journée ! de Pascal Thomas : Grand-Pré
- 2001 : Fifi Martingale de Jacques Rozier : le consul de Moldavie
- 2004 : Albert est méchant d'Hervé Palud : un client

#### Courts métrages
- 1991 : Des fleurs coupées de Jacques Maillot : le fleuriste
- 1995 : Comment devenir cinéaste sans se prendre la tête de Jacques Rozier : M. Lucien
- 1999 : Mon village d'Algérie d'Hakim Sahraoui
- 1999 : Étrange étranger de Pierre Ozanam
- 2008 : Rémy de Romain Basset et Christophe Berthemin : Rémy

### Télévision
- 1962 : Les Trois Chapeaux claques, téléfilm de Jean-Pierre Marchand : le joli garçon
- 1962 : Les Cinq Dernières Minutes épisode 26 : La Mort d'un casseur de Guy Lessertisseur : le garagiste
- 1965 : Médard et Barnabé de Raymond Bailly
- 1965 : Le train bleu s'arrête 13 fois de Michel Drach, épisode : Lyon, marché en main
- 1967 : Lagardère, feuilleton télévisé de Jean-Pierre Decourt : un ouvrier
- 1967 : Les Habits noirs (feuilleton TV) de René Lucot : Portier Rabot
- 1968 : L'Homme de l'ombre  de Guy Jorré, épisode : L'aventure
- 1969 : Que ferait donc Faber ? (série) réal. par  Dolorès Grassian
- 1969 : En votre âme et conscience, épisode : L'Auberge de Peyrabeille de  Guy Lessertisseur
- 1970 : Le Fauteuil hanté, réalisé par Pierre Bureau
- 1970 : La Brigade des maléfices de Claude Guillemot
- 1971 : François Gaillard ou la vie des autres de Jacques Ertaud, épisode René
- 1972 : La Sainte Farce, téléfilm de Jean Pignol : le client du bar qui parle théâtre
- 1972 : Les Évasions célèbres : épisode l'esclave gaulois : le plaignant
- 1973 : Les Mohicans de Paris (d'Alexandre Dumas), feuilleton télévisé de Gilles Grangier : un majordome
- 1973 : La Feuille de Bétel (du roman de Jeanne Cressanges), feuilleton télévisé d'Odette Collet : le facteur
- 1973 : La Ligne de démarcation - épisode 4 : Urbain (série télévisée) : Le cafetier
- 1974 : Jean Pinot, médecin d'aujourd'hui de Michel Fermaud
- 1974 : Le Pain noir de Serge Moati (feuilleton télévisé) : Gaston de la Mothe
- 1978 : Le Rabat-joie de Jean Larriaga
- 1981 : Julien Fontanes, magistrat, épisode La Dernière Haie de François Dupont-Midi
- 1981 : Sans Famille de Jacques Ertaud (feuilleton télévisé) : le fermier qui achète Roussette
- 1982 : L'Adieu aux as de Jean-Pierre Decourt : le voisin de l'épicerie
- 1983 : La métamorphose de Jean-Daniel Verhaeghe d'après Franz Kafka : un locataire
- 1986 : Médecins de nuit de Jean-Pierre Prévost, épisode : Marie-Charlotte (série télévisée)
- 1990 : Joséphine en tournée, mini-série de Jacques Rozier
- 1997 : Bienvenue au Pays du Père Noël de Pascal Thomas : Le postier sur son vélo
- 2010 :  Les Ripoux anonymes  (Une paire d'as] de Julien Zidi : la personne âgée transportée en ambulance
- 2011-2012 : Scènes de ménages: M. Bergougnioux

## Théâtre
- 1961 : La Paix d'après Aristophane, mise en scène Jean Vilar, TNP Théâtre de Chaillot
- 1967 : Les Bouquinistes d'Antoine Tudal, mise en scène Claude Confortès, Théâtre Hébertot
- 1969 : Le Soldat inconnu et sa femme de Peter Ustinov, mise en scène de l'auteur, Théâtre des Ambassadeurs, Théâtre des Célestins
- 1972 : L'Ouvre-boîte de Félicien Marceau, mise en scène Pierre Franck, Théâtre de l'Œuvre
- 1980 : Knock de Jules Romains, mise en scène Jean Meyer, Théâtre des Célestins
- 1980 : L'Arlésienne de Alphonse Daudet, mise en scène Jean Meyer, Théâtre des Célestins